# 和歌山県立医科大学附属病院紀北分院
和歌山県立医科大学附属病院 紀北分院（わかやまけんりついかだいがくふぞくびょういん きほくぶんいん）は、和歌山県伊都郡かつらぎ町妙寺にある和歌山県立医科大学附属病院の分院である。公立大学法人和歌山県立医科大学が運営している。

## 沿革
- 1938年 - 伊都郡購買販売利用連合会により開院。
- 1952年 - 経営主体が和歌山県指導厚生農業協同組合連合会に変更。
- 1955年1月1日 - 和歌山県指導厚生農業協同組合連合会より紀北病院を和歌山県が買収し、紀北分院とする。
- 1961年2月10日 - 第2病棟改築完成。
- 1962年11月15日 - 診療本館完成。
- 1967年
  - 3月14日 - 診療本館増築完成。
  - 9月26日 - 第1病棟改築完成。
  - 11月27日 - 看護婦宿舎完成。
- 1971年7月17日 - 医師住宅完成。
- 1973年3月31日 - 手術棟完成。
- 2006年4月1日 - 公立大学法人和歌山県立医科大学による運営となる。
- 2010年9月24日 - 建て替え完了、新紀北分院開院[1]。

## 診療科
- 内科
- 外科
- 脳神経外科
- 整形外科
- リハビリテーション科
- 麻酔科
- 小児科
- 眼科

## 交通アクセス
- JR和歌山線中飯降駅下車、徒歩5分。
- かつらぎ町コミュニティバス「和医大紀北分院前」停留所

## 近隣施設
- 和歌山県立紀北農芸高等学校
- 橋本市民病院
- 公立那賀病院